# Józef Warszawski
Harcmistr major Józef Warszawski (9. března 1903, Hamburk – 1. listopadu 1997, Varšava) byl polský jezuitský kněz, filosof, kazatel, pedagog, spisovatel, publicista, harcer, voják a odbojář. Používal krycí jméno Ojciec Paweł.

## Život
Vystudoval městské gymnázium ve městě Ostrów Wielkopolski, které udával jako své rodiště. Od roku 1995 je jeho čestným občanem a má v něm i svoji ulici. Účastnil se rusko-polské války. V roce 1939 byl kaplanem ve varšavské městské části Mokotów.
Byl jednou z vůdčích osobností polského protinacistického odboje, Pořádal slavné „rekolekcje narodowe” a publikoval řadu článků v regulérním i odbojovém katolickém tisku, často za účelem obhajoby Pia XII., a byl kaplanem odbojových skupin Konfederacja Narodu, Sztuka i Naród a Zemská armáda. Zúčastnil se varšavského povstání jako polní kaplan skupiny Radosław, s níž prošel krutými ústupovými boji po trase Wola-Stare Miasto-Czerniaków. 12. srpna 1944 jmenován členem Vrchního velení Zemské armády.
Po druhé světové válce žil nejprve ve Velké Británii a působil jako kaplan polské exilové komunity a harcerského exilu v Německu a Velké Británii. Od roku 1950 žil v Římě, byl vedoucím polské sekce Radia Vatikán a profesorem na Gregoriánské univerzitě. V roce 1994 se vrátil do Varšavy.

## Vyznamenání
- Komandér řádu Polonia Restituta
- Virtuti Militari
- Krzyż Walecznych
- Krzyż Armii Krajowej

## Dílo
- Św. Stanisław Kostka — Największy z międzynarodowych Polaków